# Soliat
Der Soliat ist ein 1465 m ü. M. hoher Berggipfel im Neuenburger Jura in der Schweiz. Der Gipfel befindet sich auf dem Gebiet der Neuenburger Gemeinde Montalchez, rund 15 km westsüdwestlich von Neuenburg. Der westliche, etwas niedrigere Abschnitt der breiten Kuppe liegt im Kanton Waadt in der Gemeinde Provence.
Nordöstlich des Soliat liegt die als Tourismusattraktion bekannte Felsarena des Creux du Van. Er ist ein bedeutendes Geotop und eine der wichtigsten Natursehenswürdigkeiten der Region Jura-Trois-Lacs.
Das gesamte Gebiet befindet sich im Perimeter des Areals «Creux du Van et Gorges de l’Areuse», das zum Bundesinventar der Landschaften und Naturdenkmäler von nationaler Bedeutung gehört.

## Geographie
Gemäss der allgemeinen Streichrichtung der Juraketten in dieser Region ist der Bergkamm des Soliat in Richtung Südwest-Nordost orientiert. Die Bergkette des Soliat wird im Süden durch das Schweizer Mittelland mit dem Neuenburgersee, im Norden durch das Talbecken des Val de Travers begrenzt. Nach Südwesten setzt sich die Kette in der Hochfläche von Nouvelle Censière fort, die zum Chasseron überleitet. Östlich an den Soliat schliessen die Höhen Crêt aux Moines (1445 m ü. M.) und Chaille (1451 m ü. M.) an. Die weiter im Osten folgende Montagne de Boudry (1387 m ü. M.) ist durch die Talfurche Combe du Laga vom Soliat getrennt.
Der Gipfelbereich des Soliat liegt bereits im Bereich der subalpinen Vegetationsstufe. Ansonsten gibt es ausgedehnte Jurahochweiden mit den mächtigen Fichten, die entweder einzeln oder in Gruppen stehen. Auf diesen Höhen befinden sich mehrere Bergbauernhöfe. Der Soliat ist wegen der Nähe zum Creux du Van ein beliebter Aussichtspunkt. An klaren Tagen reicht der Fernblick vom Mont-Blanc-Massiv bis zum Säntis.

## Geologie

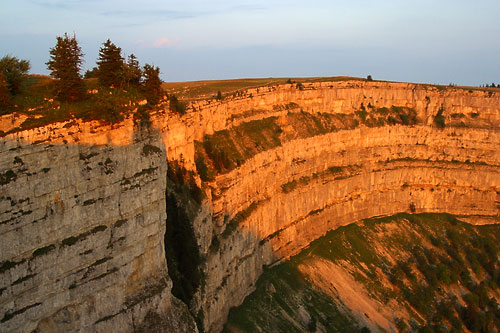
Creux du Van im Morgenlicht

Der Höhenrücken des Soliat stellt geologisch gesehen eine breite Antiklinale des Faltenjuras dar, deren anstehendes Gesteinsmaterial aus marinen Sedimenten der oberen Jurazeit (Malm) stammt. In den 100 bis 160 m hohen Felswänden des Creux du Van sind diese Kalksteinschichten hervorragend aufgeschlossen. Die verkarstete Hochfläche im Kammbereich der Chasseron-Soliat-Kette weist keine oberirdischen Fliessgewässer auf. Hier sind typische Karstphänomene wie Karren, Dolinen und grössere vollständig abgeschlossene Geländemulden zu finden. Niederschlagswasser versickert im Boden und tritt erst in Quellen an den Hängen wieder zutage.